# Звёздные войны: Бракованная партия
«Звёздные во́йны: Брако́ванная па́ртия» (англ. Star Wars: The Bad Batch) — американский мультипликационный сериал Disney+ по вселенной Звёздных войн. Премьерный показ первого сезона начался 4 мая 2021 года, показ второго — 4 янвaря 2023 года, третьего — 21 февраля 2024 года.

## Сюжет
События сериала начинаются параллельно третьему эпизоду саги («Месть ситхов») и продолжаются на протяжении приблизительно полутора лет после него.
Главные герои — Омега, Эхо, а также Охотник, Крушила, Тех и Прицельщик- клоны из экспериментальной партии, которые в силу определённых генетических особенностей обладают уникальными способностями, из-за чего не попали под действие чипов во время Приказа 66 и стали опасными для нового имперского порядка. 

## Производство
Компания Disney+ заказала «Бракованную партию» Lucasfilm в июле 2020 года. Исполнительным продюсером проекта стал Дейв Филони, сценаристом — Дженнифер Корбетт. Старший вице-президент по контенту Disney+ Агнес Чу в связи с этим заявила: «Мы очень рады воплотить видение Дэйва Филони в жизнь в последующих приключениях бракованной партии». Премьера сериала состоялась 4 мая 2021 года. В августе стало известно, что шоу продлено на второй сезон, премьерный показ которого начался 4 янвaря 2023 года. 21 февраля 2024 года на экраны вышел третий и последний сезон.

## В ролях
Главные роли
- Ди Брэдли Бейкер — Бракованная партия, отряд элитных солдат-клонов, известных как Отряд клонов 99, состоящий из Охотника, Крушилы, Теха, Прицельщика и Эхо[8]. Создатель «Звездных войн» Джордж Лукас хотел, чтобы каждый член «Бракованной партии» обладал особыми навыками, но без сходства с супергероями[9]. Бейкер озвучивает и других клонов — Ката Локуэйна и капитана Рекса[10].
- Мишель Энг[англ.] — Омега, девочка-клон, работающая фельдшером на Камино. Она так же, как Отряд 99, генетически отклоняется от стандартных шаблонов клонов и поэтому чувствует своеобразное родство с ними[11].

Второстепенные роли
- Арчи Панджаби — Депа Биллаба, мастер-джедай, наставница Калеба Дьюма.
- Фредди Принц (младший) — Калеб Дьюм[англ.], падаван Депы Биллабы, спасённый ею во время активации Приказа 66.
- Иан Макдермид — император Палпатин.
- Стефан Стэнтон[англ.] — адмирал Уилхафф Таркин, высокопоставленный имперский офицер.
- Боб Берген[англ.] — Лама Су, премьер-министр Камино.
- Гвендолин Йео — Нала Се, каминоанский ученый, отвечающая за процесс клонирования.
- Бен Дискин — АЗИ-3, медицинский дроид на Камино.
- Мэттью Вуд[англ.] — боевые дроиды
- Эндрю Кисино[англ.] — Со Геррера, борец за свободу, связанный с Альянсом повстанцев.
- Ношир Далаль — вице-адмирал Рампарт, имперский офицер, ответственный за новую систему регистрации цепных кодов и набор в Имперскую армию.
- Минг-На Вен — Феннек Шанд, элитная наемница и снайпер, нанятая каминоанцами для возвращения Омеги.
- Реа Перлман — Сид, трандошанка и бывший информатор джедаев, которая обеспечивает наемной работой Бракованную партию.
- Бриджит Кали — Трейс Мартез, бывшая контрабандистка ставшая борцом за свободу, знакомая Асоки и сестра Рафы.
- Элизабет Родригес — Рафа Мартез, бывшая контрабандистка ставшая борцом за свободу, знакомая Асоки и сестра Трейс.
- Кори Бёртон — Кэд Бейн, известный охотник за головами нанятый каминоанцами для возвращения Омеги.

## Список эпизодов
| Сезон | Серии | Серии | Даты показа     | Даты показа     |
| Сезон | Серии | Серии | Первая серия    | Последняя серия |
| ----- | ----- | ----- | --------------- | --------------- |
| 1     | 16    | 16    | 4 мая 2021      | 13 августа 2021 |
| 2     | 16    | 16    | 4 января 2023   | 29 марта 2023   |
| 3     | 15    | 15    | 21 февраля 2024 | 1 мая 2024      |

### Сезон 1 (2021)
| № общий | № в сезоне | Название                                    | Режиссёр                                   | Автор сценария                 | Дата премьеры   |
| --- | ---------- | ------------------------------------------- | ------------------------------------------ | ------------------------------ | --------------- |
| 1 | 1          | «Aftermath» «Последствия»                   | Стюарт Ли,Саул Руиз и Натаниэль Виллануэва | Дженнифер Корбет и Дэйв Филони | 4 мая 2021      |
| Действие начинается в последние часы перед исполнением «приказа 66». Клоны бракованной партии прибывают на помощь другим клонам во главе с джедаем. После отражения атаки дроидов клоны получают «приказ 66» и убивают джедая, но его падавану удаётся бежать. Вернувшись на Камино, клоны попадают на общий сбор, где транслируется заявление Палпатина о реорганизации республики. Они знакомятся с Омегой — девочкой-клоном, созданной как помощник для каминоанцев и работ в лабораториях. Девочка пытается подружиться, но клоны не воспринимают её всерьёз. Генерал Таркин устраивает для отряда 99 испытание: запускает боевую программу учебных дроидов и заставляет клонов действовать более творчески и агрессивно, чтобы остаться в живых. После успешно пройденного теста Таркин отправляет отряд на особое задание против повстанцев. Прибыв на место, клоны узнают, что им нужно действовать против гражданских, не согласных с новыми порядками, и отказываются выполнять задание. По возвращении на Камино их обвиняют в измене и отправляют в карцер, где уже находится Омега. Прицельщику (единственному клону, готовому выполнить приказ) усиливают действие чипа-ингибитора. Отряд, взяв с собой Омегу, выбирается из карцера и совершает побег с Камино. |            |                                             |                                            |                                |                 |
| 2 | 2          | «Cut and Run» «Режь и беги»                 | Стюарт Ли                                  | Гурсимран Сандху               | 7 мая 2021      |
| Пытаясь укрыться от внимания империи, бракованная партия прибывает на Салукемай — планету, где живёт клон-дезертир Кат Лукейн, покинувший армию ещё в период войн клонов. Они узнают, что Рэкс был у Ката днём ранее и рассказал о чипах-ингибиторах. Кат намерен покинуть Салукемай, пока империя его не нашла, но в порту клоны узнают, что улететь без кода цепи невозможно. Тех разрабатывает план, согласно которому корабль клонов забирают на штрафстоянку, спрятавшиеся на борту Тех, Эхо и Омега крадут диски и копию кодов и создают пять дисков с кодами цепи для Ката. Охотник просит Ката забрать Омегу, считая, что ей будет проще расти в семье, но в последний момент девочка сбегает и возвращается на корабль клонов. Корабль получает повреждения в ходе перестрелки, но клонам всё же удаётся сбежать. |            |                                             |                                            |                                |                 |
| 3 | 3          | «Replacements» «Замена»                     | Натаниэль Виллануэва                       | Мэтт Михновец                  | 14 мая 2021     |
| Из-за полученных на Салукемае повреждений отряд 99 совершает аварийную посадку на неизвестной планете. Тем временем на Камино прибывает отряд новобранцев, который получает Прицельщика в командиры и отправляется на Ондерон, чтобы завершить миссию бракованной партии. Прицельщик организует массовый расстрел повстанцев. |            |                                             |                                            |                                |                 |
| 4 | 4          | «Cornered» «Загнанный в угол»               | Саул Руиз                                  | Кристиан Тейлор                | 21 мая 2021     |
| В поисках провизии и топлива отряд 99 приземляется на планете Пантора. Крушила и Тех остаются у корабля, чтобы переписать сигнатуру, а Охотник, Эхо и Омега отправляются на рынок. Омега теряется и сталкивается с охотницей за наживой, но ей удаётся сбежать. |            |                                             |                                            |                                |                 |
| 5 | 5          | «Rampage» «Ярость»                          | Стюарт Ли                                  | Тамара Беккер-Уилкинсон        | 28 мая 2021     |
| Бракованная партия отправляется на Орд-Мантелл, чтобы найти информатора джедаев по имени Сид и узнать больше об охотнице, которая пыталась похитить Омегу. Информатором оказывается владелица местной кантины. В обмен на свою помощь она просит клонов вызволить из рабства Мучи, которую поймали зигирийские работорговцы. Позже выясняется, что Мучи — молодой ранкор. |            |                                             |                                            |                                |                 |
| 6 | 6          | «Decommissioned» «Выведено из эксплуатации» | Натаниэль Виллануэва                       | Аманда Роуз Муньос             | 4 июня 2021     |
| Сид предлагает клонам работать на неё. Те соглашаются, понимая, что им нужны деньги и кров. Новым заданием становится кража тактического дроида сепаратистов, который недавно привезли на один из заводов для переплавки. На заводе клоны сталкиваются с сёстрами Рафой и Трейс Мартез, которые тоже ищут дроида, поднимается тревога, героям приходится вместе сражаться с охранными дроидами. В итоге тактический дроид погибает, но Тех успевает скопировать данные и одну из копий отдаёт сёстрам. Рафа передаёт неизвестному информацию об отряде дезертиров. |            |                                             |                                            |                                |                 |
| 7 | 7          | «Battle Scars» «Боевые шрамы»               | Саул Руиз                                  | Дженнифер Корбет               | 11 июня 2021    |
| Вернувшись с очередного задания Сид, клоны встречают в кантине Рекса. Тот зовёт их на планету-свалку Бракка, где остался старый республиканский крейсер. Добравшись до медотсека, отряд готовится к изъятию чипов, когда Крушила внезапно сходит с ума из-за сбоя своего чипа и набрасывается на товарищей. |            |                                             |                                            |                                |                 |
| 8 | 8          | «Reunion» «Воссоединение»                   | Стюарт Ли                                  | Кристиан Тейлор                | 18 июня 2021    |
| По прежнему находясь на планете-свалке, клоны попадают под прицел гильдии разборщиков, орудующих на планете, о них докладывают имперским властям. Прицельщик с отрядом направляется на Бракку, чтобы уничтожить дезертиров. Премьер-министр Камино посылает туда же охотника за головами Кэда Бейна, чтобы доставить Омегу живой. |            |                                             |                                            |                                |                 |
| 9 | 9          | «Bounty Lost» «Потерянная награда»          | Брэд Рау и Натаниэль Виллануэва            | Мэтт Михновец                  | 25 июня 2021    |
| Прибыв на место обмена, Кэд Бейн сталкивается с охотницей за головами Феннек Шэнд, которая уже пыталась похитить Омегу на Панторе. Пока два наёмника сражаются, Омега зовёт на помощь отряд 99 и сбегает с планеты. |            |                                             |                                            |                                |                 |
| 10 | 10         | «Common Ground» «Общая основа»              | Саул Руиз                                  | Гурсимран Сандху               | 2 июля 2021     |
| Боясь за жизнь Омеги, Охотник оставляет её в кантине Сид, а сам с отрядом направляется на Раксус, чтобы спасти оппозиционного сенатора Ави Сингха. Тем временем Сид обнаруживает у Омеги отличные стратегические навыки и пускает их в ход, чтобы заработать в азартной игре. |            |                                             |                                            |                                |                 |
| 11 | 11         | «Devil's Deal» «Сделка с дьяволом»          | Стюарт Ли                                  | Тамара Беккер-Уилкинсон        | 9 июля 2021     |
| Империя продолжает брать под контроль независимые планеты. На этот раз речь идёт о планете Рилот, где имперские власти строит заводы. Из-за них происходит конфликт между сенатором, поддерживающим империю, и военными. |            |                                             |                                            |                                |                 |
| 12 | 12         | «Rescue on Ryloth» «Спасение на Райлоте»    | Натаниэль Виллануэва                       | Дженнифер Корбет               | 16 июля 2021    |
| После ареста военных лидеров Рилота сторонниками империи дочь одного из военачальников по имени Гера просит помощи у бракованной партии, чтобы спасти родителей и бежать с планеты. |            |                                             |                                            |                                |                 |
| 13 | 13         | «Infested» «Зараженный»                     | Саул Руиз                                  | Аманда Роуз Муньос             | 23 июля 2021    |
| Вернувшись в кантину Сид после очередной миссии, клоны обнаруживают там нового владельца — Роланда Дюрана, сына главы преступного клана Изы Дюран. Найдя Сид, они решают вернуть кантину, а для этого похитить из офиса Сид спайс, предназначенный Пайкам, и создать тем самым Роланду серьёзные проблемы. |            |                                             |                                            |                                |                 |
| 14 | 14         | «War-Mantle» «Боевой покров»                | Стюарт Ли                                  | Дамани Джонсон                 | 30 июля 2021    |
| Рекс просит отряд 99 помочь другу-клону Грегору, пославшему сигнал бедствия с необитаемой планеты на дальнем рубеже. Отряд находит на этой планете тайную имперскую базу, при попытке спасти клона Охотник попадает в плен. |            |                                             |                                            |                                |                 |
| 15 | 15         | «Return to Kamino» «Возвращение на Камино»  | Натаниэль Виллануэва                       | Мэтт Михновец                  | 6 августа 2021  |
| Охотника везут на Камино, отряд отправляется за ним. Прибыв на эту планету, клоны обнаруживают, что она практически пуста. Камино начинают обстреливать имперские крейсеры, чтобы уничтожить лаборатории. Отряд приступает к экстренной эвакуации. |            |                                             |                                            |                                |                 |
| 16 | 16         | «Kamino Lost» «Потеря Камино»               | Саул Руиз                                  | Дженнифер Корбет               | 13 августа 2021 |
| Бракованная партия уже в полном составе продолжает эвакуацию с Камино. |            |                                             |                                            |                                |                 |

### Сезон 2 (2023)
| № общий | № в сезоне | Название                                        | Режиссёр                        | Автор сценария                   | Дата премьеры   |
| --- | ---------- | ----------------------------------------------- | ------------------------------- | -------------------------------- | --------------- |
| 17 | 1          | «Spoils of War» «Военные трофеи»                | Стюарт Ли                       | Дженнифер Корбет                 | 4 января 2023   |
| Сид отправляет отряд на Серенно, чтобы украсть там сокровища из резиденции графа Дуку. Основной проблемой становятся имперские войска, которые уже начали вывозить сокровища с планеты. |            |                                                 |                                 |                                  |                 |
| 18 | 2          | «Ruins of War» «Руины войны»                    | Натаниэль Виллануэва            | Джина Лусита Монреаль            | 4 января 2023   |
| После неудачной попытки кражи сокровищ Дуку отряд 99 при помощи местного жителя Ромара Аделла пытается добраться до своего корабля, чтобы покинуть Серенно. |            |                                                 |                                 |                                  |                 |
| 19 | 3          | «The Solitary Clone» «Одинокий клон»            | Саул Руиз                       | Аманда Роуз Муньос               | 11 января 2023  |
| Прицельщик, ставший изгоем среди клонов из-за своей верности империи, поступает на службу после реабилитации и отправляется под командованием командира Коуди на Десикс. Местного губернатора убивают, на его место назначают нового, лояльного империи. |            |                                                 |                                 |                                  |                 |
| 20 | 4          | «Faster» «Быстрее»                              | Стюарт Ли                       | Мэтт Михновец                    | 18 января 2023  |
| Пока Охотник и Эхо заняты доставкой груза, Сид берёт Крушилу, Омегу и Теха для сопровождения. Их путь лежит на экстремальные гонки, где у Сид есть собственный гонщик. После неудачного пари с головорезом Грини Миллеги и потери дроида-гонщика Тей-О Тех вынужден сам участвовать в гонках. |            |                                                 |                                 |                                  |                 |
| 21 | 5          | «Entombed» «Погребенный»                        | Натаниэль Виллануэва            | Кристофер Йост                   | 25 января 2023  |
| Омега находит необычный артефакт, а пиратка Фи Дженоа, давняя подруга Сид, распознаёт координаты на нём. Отряд отправляется на поиски сокровищ и оказывается на заброшенной планете со следами древней цивилизации. |            |                                                 |                                 |                                  |                 |
| 22 | 6          | «Tribe» «Племя»                                 | Стюарт Ли                       | Мэтт Михновец                    | 1 февраля 2023  |
| Омега находит пленённого молодого вуки, которого стремится освободить. Вуки оказывается юнлингом по имени Гунги и просит отвезти его на Кашиик. Прибыв на эту планету, отряд обнаруживает, что трандошанские разбойники грабят её с одобрения империи и захватывают вуки для работорговли. Клоны находят нетронутое поселение в чаще леса и остаются, чтобы помочь справиться с трандошанами. |            |                                                 |                                 |                                  |                 |
| 23 | 7          | «The Clone Conspiracy» «Заговор клонов»         | Натаниэль Виллануэва            | Эзра Начман                      | 8 февраля 2023  |
| Недовольство клонов растёт. Появляются те, кто готов выдать адмирала Рампарта, уничтожившего поселения на Камино, когда по официальной версии город был уничтожен из-за бури. Сенатор Чучи пытается помешать принятию закона об армии и поднимает вопрос о пенсии для клонов-ветеранов. Она начинает расследование событий на Камино, но важного свидетеля убивают, и сама сенатор спасается только благодаря Рексу. |            |                                                 |                                 |                                  |                 |
| 24 | 8          | «Truth and Consequences» «Правда и последствия» | Стюарт Ли                       | Дамани Джонсон                   | 8 февраля 2023  |
| Рекс связывается с отрядом 99 и просит клонов прибыть на Корусант. В столице он поручает отряду украсть копию судового журнала с крейсера адмирала Рампарта. Сенатор Чучи предъявляет улики на слушаниях, и Рампарта обвиняют в военных преступлениях. Император лично вмешивается в обсуждение. Он заявляет, что клоны слишком послушны и, хотя на них нельзя возлагать ответственность за действия адмирала, их отряды должны быть расформированы. Место клонов теперь займёт наёмная армия имперских штурмовиков. Эхо решает уйти из отряда и присоединиться к повстанческим силам Рекса. |            |                                                 |                                 |                                  |                 |
| 25 | 9          | «The Crossing» «Перекресток»                    | Натаниэль Виллануэва            | Брук Робертс                     | 15 февраля 2023 |
| Охотник, Крушила, Тех и Омега прибывают на Ипсидон, где Сид купила шахту по добыче ипсиума. Шахта оказывается пустой, корабль клонов угоняют, а они сами оказываются завалены в другой заброшенной шахте. Омега, переживая из-за ухода Эхо, ссорится с товарищами и уходит вглубь шахты, где находит большие залежи ипсиума. Клонам удаётся выбраться и попросить о помощи из заброшенного космопорта. |            |                                                 |                                 |                                  |                 |
| 26 | 10         | «Retrieval» «Извлечение»                        | Стюарт Ли                       | Мойзес Замора                    | 22 февраля 2023 |
| Пока отряд ждёт помощи от Сид, Омега вычисляет местонахождение дроида с борта их корабля. Источник сигнала по-прежнему находится на планете, и его поиски приводят клонов в горнодобывающую колонию, возглавляемую Мокко — жадным криминальным авторитетом, эксплуатирующим шахтёров. |            |                                                 |                                 |                                  |                 |
| 27 | 11         | «Metamorphosis» «Метаморфозы»                   | Саул Руиз                       | Сабир Пирзада                    | 1 марта 2023    |
| Пока Охотник, Тех, Крушила и Омега думают, продолжать ли им работать с Сид после инцидента на Ипсидоне, та предлагает им щедрый контракт: они должны украсть груз с разбившегося имперского корабля и получить половину прибыли с продажи. Клоны берутся за это задание, но вместо груза находят опасное существо с непробиваемой бронёй. Оно покидает крейсер и направляется к поселениям, вскоре прибывает имперский флот для его захвата, так что клонам едва удаётся скрыться. Тех узнаёт, что это клон существа, некогда привезённого на Корусант. Тем временем на Вейленде, где содержится в заключении исследовательница Нола Се с Камино, Ройс Хемлок ищет способ заставить её работать на империю. Для этого он просит привести на планету бывшего премьер-министра Камино Лама Су, который рассказывает ему о привязанности Нола Се к Омеге. |            |                                                 |                                 |                                  |                 |
| 28 | 12         | «The Outpost» «Аванпост»                        | Брэд Рау и Натаниэль Виллануэва | Дженнифер Корбет                 | 8 марта 2023    |
| Отношение империи к клонам ухудшается с каждым днём. Прицельщик отправляется на Бартон IV под началом высокомерного лейтенанта Нолана. Поверхность планеты представляет собой снежную пустыню, где отряд клонов присматривает за складом. Из-за постоянных набегов бандитов на складе остались только двое клонов и командор Мэйдей. При очередном набеге пропадают два ящика, и лейтенант приказывает Прицельщику и командору отправиться за ними. Те находят убежище бандитов и убивают их, но в это время с горы сходит лавина. Прицельщику стоит больших усилий доставить командора обратно на базу, куда уже прилетели имперские корабли. Однако Нолан даёт Мэйдею умереть и намекает Прицельщику, что его жизнь ничего не стоит; Прицельщик убивает лейтенанта и теряет сознание из-за истощения. Придя в себя, он видит имперского врача, который обещает ему скорое выздоровление и просит сотрудничать, чтобы остаться в живых. Жертвы: лейтенант Нолан и клон-командор Мэйдей на Бартоне IV. |            |                                                 |                                 |                                  |                 |
| 29 | 13         | «Pabu» «Пабу»                                   | Стюарт Ли                       | Аманда Роуз Муньос               | 15 марта 2023   |
| Охотник, Тех, Крушила и Омега прикрывают Фи на опасном задании. Когда пиратка узнаёт, что клоны больше не работают с Сид, она привозит их на планету Пабу. Местный мэр Шеп приглашает их на ужин. После нескольких сейсмических толчков становится ясно, что острову угрожает опасный природный катаклизм. |            |                                                 |                                 |                                  |                 |
| 30 | 14         | «Tipping Point» «Переломный момент»             | Саул Руиз                       | Дженнифер Корбет и Мэтт Михновец | 22 марта 2023   |
| Рекс во главе повстанческих сил нападает на имперский крейсер, перевозящий обвинённых в измене клонов. До прибытия подкрепления Эхо успевает скопировать часть данных. Освобождённых клонов привозят на Корусант, где информацию передают сенатору Чучи, продолжающей работать с Рексом. Тем временем Прицельщик находится в лабораториях горы Тантисс на Вейленде, где Ройс Хемлок пытается узнать у него, как найти Омегу. При неудачной попытке к бегству клон успевает отправить бракованной партии предупреждение. Остальная часть отряда 99 остаётся на Пабу, где Крушила и Охотник помогают в восстановлении поселения, а Омега под присмотром Теха учится пилотировать шатл. На планету прибывает Эхо за помощью в расшифровке данных с имперского крейсера. Отряд 99 узнаёт о проекте «перспективных разработок», тайной имперской программе, возглавляемой Хемлоком, и получает списки перевозимых клонов, в которых есть имя Прицельщика.                                                   |            |                                                 |                                 |                                  |                 |
| 31 | 15         | «The Summit» «Саммит»                           | Натаниэль Виллануэва            | Мэтт Михновец                    | 29 марта 2023   |
| В попытках выяснить, где держат арестованных клонов, отряд 99 отправляется на Эриаду, где проходит саммит. Его цель — установить следящее устройство на корабль Хемлока. На Эриаде клоны сталкивается с повстанцами Ондерона, которые планируют взорвать базу вместе с имперскими чиновниками. |            |                                                 |                                 |                                  |                 |
| 32 | 16         | «Plan 99» «План №99»                            | Стюарт Ли                       | Дженнифер Корбет                 | 29 марта 2023   |
| После взрыва, устроенного повстанцами, отряд 99 пытается выбраться с базы. Тех жертвует собой, чтобы остальные могли спастись. После эвакуации клоны возвращаются на Орд-Мантелл, где в кантине Сид их ждёт медицинский дроид с Камино. Не успев как следует оправиться, Эхо замечает имперский крейсер над планетой. Из-за того, что империя глушит радиосвязь, он не успевает предупредить отряд, и Крушила с Охотником попадают в плен. Хемлок, прибывший во главе имперского отряда, находит Омегу, а Сид получает оплату за то, что сдала клонов. Омега пытается выручить друзей, но сама попадает в плен. Эхо отвлекает внимание врагов, и Крушила с Охотником сбегают. Прибыв на Вейленд, Ройс ставит условие Нола Се — сотрудничать и работать над имперским проектом или Омега пострадает. Во время медосмотра Омеги доктор Эмери Карр рассказывает, что является её сестрой, ещё одной женщиной-клоном.                                                                                      |            |                                                 |                                 |                                  |                 |

### Cезон 3 (2024)
| № общий | № в сезоне | Название                                      | Режиссёр                        | Автор сценария                    | Дата премьеры   |
| --- | ---------- | --------------------------------------------- | ------------------------------- | --------------------------------- | --------------- |
| 33 | 1          | «Confined» «Ограниченный»                     | Саул Руис                       | Дженнифер Корбетт                 | 21 февраля 2024 |
| Омега обживается в лаборатории Тантисса, изучает базу и вынашивает планы побега. |            |                                               |                                 |                                   |                 |
| 34 | 2          | «Paths Unknown» «Неизвестные пути»            | Натаниэль Вильянуэва            | Мэтт Мичновец                     | 21 февраля 2024 |
| В поисках Омеги Охотник и Крушила обращаются к мафиозной семье Дюран. Они приводят Пайка, отрубившего рог Роланду, а взамен получают координаты одной из баз Хемлока. Прибыв на это место, герои находят уже уничтоженную базу и небольшой отряд юных клонов, успевших сбежать. Те помогают Охотнику и Крушиле пробраться на базу и скопировать данные с уцелевшего пульта. Охотник узнаёт, что база была перемещена, но точных координат новой лаборатории Хемлока нет. |            |                                               |                                 |                                   |                 |
| 35 | 3          | «Shadows of Tantiss» «Тени Тантисса»          | Стюард Ли                       | Мэтт Мичновец                     | 21 февраля 2024 |
| В лаборатории Тантисса прибывает император. Нола Се понимает, что не сможет уничтожить образец крови Омеги в этот раз, и советует девочке бежать, используя планшет учёной. По дороге Омега помогает Прицельщику выбраться из камеры. Вместе они сбегают через питомник, но доктор Эмери поднимает тревогу. Беглецы добираются до шаттла, потерпевшего крушение несколько месяцев назад, и пытаются отправить сигнал помощи остальному отряду. После нескольких неудачных попыток план меняется: Прицельщик отвлекает штурмовиков, а Омега захватывает управление шаттлом. Вместе они пробуют покинуть планету, их пытаются сбить имперские корабли. Когда кровь Омеги проходит сканирование, становится ясно, что девочка — идеальный донор для проекта «Некромант». Хемлок отзывает преследователей, надеясь добраться до Омеги в будущем. |            |                                               |                                 |                                   |                 |
| 36 | 4          | «A Different Approach» «Другой подход»        | Саул Руис                       | Эзра Нахман                       | 28 февраля 2024 |
| Омега и Прицельщик совершают аварийную посадку на планете Лау. После неудачной попытки покинуть планету Омега договаривается с клерком из космопорта о взятке в 30 000 кредитов и направляется в местный бар, чтобы выиграть кредиты в азартной игре. Получив выигрыш, она собирается отправиться в космопорт, но замечает пропажу Батчера (прирученной Омегой гончей лурка из лабораторий Тантисса). Во время поисков Омега и Прицельщик натыкаются на имперского офицера с отрядом штурмовиков. Они угоняют грузовой корабль и покидают Лау. Омега назначает Охотнику и Крушиле встречу на отдалённой планете, чтобы бросить там имперский шаттл, который могут отследить. |            |                                               |                                 |                                   |                 |
| 37 | 5          | «The Return» «Возвращение»                    | Натаниэль Вильянуэва            | Аманда Роуз Муньос                | 6 марта 2024    |
| Находясь на Пабу, отряд 99 ожидает прибытия Эхо, чтобы поделиться данными о Тантиссе. Когда Эхо прибывает, Омега рассказывает ему о планшете Нола Се, который может быть активирован через имперский терминал. Прицельщик, по его словам, знает мало охраняемую имперскую базу, где можно активировать планшет. Отряд направляется на Бартон IV, но после отключения защиты ради концентрации энергии на одном из терминалов на базу нападают местные животные. |            |                                               |                                 |                                   |                 |
| 38 | 6          | «Infiltration» «Инфильтрация»                 | Стюард Ли                       | Брэд Рау                          | 13 марта 2024   |
| Рекс организует встречу сенаторов Чучи и Сингха, на которой обсуждается противодействие империи. На сенаторов нападает клон-ассасин, Рекс с отрядом ловит его и переправляет на свою базу на Тете. Обыскав клона, они находят список целей, в числе которых указана Омега. Рекс решает пригласить отряд 99, чтобы лично рассказать им о случившемся и больше узнать о лаборатории Тантисса. Империя тем временем посылает другого ассасина для устранения пойманного клона. Пока Рекс и отряд 99 делятся информацией, ассасин проникает на базу, устраивает диверсию и успевает сообщить империи, что Омега находится на Тете. |            |                                               |                                 |                                   |                 |
| 39 | 7          | «Extraction» «Извлечение»                     | Саул Руис                       | Дженнифер Корбетт и Мэтт Михновец | 13 марта 2024   |
| Рекс и отряд 99 эвакуируются с базы, направляясь в точку, где их должен забрать Эхо. Клонов преследуют отряд командора Вульфа и выживший ассасин. |            |                                               |                                 |                                   |                 |
| 40 | 8          | «Bad Territory» «Плохая территория»           | Натаниэль Вильянуэва            | Мэтт Михновец                     | 20 марта 2024   |
| Чтобы узнать, что такое «Показатель М» и почему из-за этого империя разыскивает Омегу, Охотник и Крушила обращаются к охотнице за головами Феннек Шэнд. Она обещает им данные в обмен на помощь в поимке одной из своих целей. Омега на Пабу пытается помочь Прицельщику с его психологическими травмами, полученными во время заключения в Тантиссе. |            |                                               |                                 |                                   |                 |
| 41 | 9          | «The Harbinger» «Предвестник»                 | Стюард Ли                       | Дженнифер Корбетт                 | 27 марта 2024   |
| На Пабу прибывает Ассаж Вентресс. Она представляется как посланница Феннек Шэнд и рассказывает, что «показатель М» — обозначение высокого показателя медихлориан в крови, свойственного джедаям и чувствительным к силе существам. Охотник, Крушила и Прицельщик выясняют, что Вентресс - военная преступница, требуют от неё покинуть Пабу, но та отказывается и побеждает в схватке. Омега принимает помощь Вентресс в определении состава своей крови. В ходе очередного теста посреди моря Ассаж случайно призывает большое морское животное, атакующее их лодку. Клоны спешат на помощь, но Вентресс успокаивает животное с помощью силы. Она покидает Пабу, так и не рассказав какой потенциал у Омеги, но рекомендует клонам спрятаться получше, если они не хотят, чтобы империя их нашла. |            |                                               |                                 |                                   |                 |
| 42 | 10         | «Identity Crisis» «Кризис идентичности»       | Саул Руис                       | Аманда Роуз Муньос                | 3 апреля 2024   |
| В лабораториях Тантисса доктор Эмери напрашивается на место Нола Се и становится ведущим сотрудником проекта «Некромант». Узнав, что подопытными являются чувствительные к силе дети и что Омега нужна для изучения возможности клонировать людей с мидихлорианами, она начинает сомневаться в эксперименте и переживает серьёзный кризис. |            |                                               |                                 |                                   |                 |
| 43 | 11         | «Point of No Return» «Точка невозврата»       | Натаниэль Вильянуэва            | Аманда Роуз Муньос                | 3 апреля 2024   |
| Один из клонов-ассасинов отслеживает местонахождение Пабу и находит там Омегу. Через несколько часов на планету прибывают имперские батальоны и начинают поиски Омеги. Видя бесчинства и разрушения имперских солдат, девочка решает сдаться. |            |                                               |                                 |                                   |                 |
| 44 | 12         | «Juggernaut» «Джаггернаут»                    | Стюард Ли                       | Эзра Нахман                       | 10 апреля 2024  |
| В попытках найти Тантисс отряд 99 организует побег для бывшего адмирала Рампарта, чтобы узнать у него координаты планеты. Статус Омеги, прибывшей в лабораторию, подтверждают, и её помещают к другим подопытным. |            |                                               |                                 |                                   |                 |
| 45 | 13         | «Into the Breach» «В пролом»                  | Саул Руис                       | Брэд Рау                          | 17 апреля 2024  |
| Пока отряд 99 посещает станцию на орбите Корусанта, чтобы найти координаты Вейланда и лаборатории горы Тантисс, Омега знакомится с подопытными и разрабатывает план побега. |            |                                               |                                 |                                   |                 |
| 46 | 14         | «Flash Strike» «Внезапный прорыв»             | Натаниэль Вильянуэва            | Брэд Рау                          | 24 апреля 2024  |
| Отряд 99 и Рампарт продвигаются через джунгли Вейланда к лаборатории. Тем временем Омега находит зверя с непробиваемой бронёй. Эхо попадает на базу и находит доктора Эмери, которая обещает помочь в освобождении Омеги и других детей. |            |                                               |                                 |                                   |                 |
| 47 | 15         | «The Cavalry Has Arrived» «Кавалерия прибыла» | Стюард Ли, Саул Руис и Брэд Рау | Дженнифер Корбетт                 | 1 мая 2024      |
| Омега приводит в действие свой план побега: она программирует медицинского дроида, который выводит из строя следящего за ними врача, и выпускает бронированного зверя. Хемлок отправляет все силы на поимку животного. Элитные клоны-ассасины берут в плен Охотника, Крушилу и Прицельщика. Эхо тем временем находит детей в ангаре. Узнав, что остальные члены отряда пойманы, Омега отказывается уходить. Эхо даёт Эмери координаты безопасного места и просит её отвезти туда детей, а в обмен получает её планшет, чтобы беспрепятственно передвигаться по лаборатории. Эхо и Омега освобождают всех заключённых клонов, Рампарта и Нола Се. Вместе герои отправляется освобождать отряд 99. Нола Се планирует уничтожить все данные по проекту, чтобы он не достался империи, а Рампарт хочет получить копию исследований, чтобы снова стать имперским офицером. Он убивает Нола Се, но та успевает активировать гранату и взрывает лабораторию вместе с Рампартом. Эхо, Омега и клоны успевают спасти Охотника, Крушилу и Прицельщика, но сама Омега снова попадает в плен к Хемлоку. Пока клоны сражаются с ассасинами, Хемлок направляется к шаттлам для бегства с планеты, но его настигают Охотник и Прицельщик. Им удаётся убить Хемлока и спасти Омегу. Отряд 99 и выжившие клоны покидают Вейланд. Сразу после этого на планету прибывает Таркин, он закрывает лабораторию и переводит финансирование на проект «Звёздная пыль». |            |                                               |                                 |                                   |                 |

## Оценки
На сайте-агрегаторе отзывов Rotten Tomatoes первый сезон «Бракованной партии» получил рейтинг 86 % и среднюю оценку 7,3 из 10. Критики с этого ресурса признали, что сериал может быть интересен в первую очередь фанатам «Звёздных войн». На сайте Metacritic сезон получил 67 баллов из 100, что указывает на «в целом положительные отзывы». Рейтинг второго сезона на Rotten Tomatoes составил 90 % со средней оценкой 7,2 из 10, рейтинг третьего — 87 %. На Metacritic третий сезон получил 68 баллов из 100, что указывает на «в целом благоприятные отзывы». Рецензенты констатируют, что у «Бракованной партии» слишком предсказуемый сюжет. Одно из достоинств сериала — хорошо проработанные характеры главных персонажей, в особенности Омеги.
Джоэл Келлер из Decider назвал «Бракованную партию» «достойным» дополнением к «Войнам клонов» и высоко оценил появление Омеги. Джошуа Ривера из Polygon, посмотрев сериал, констатировал, что «приквелы обладают таким же богатым потенциалом, как и оригинальная трилогия „Звездных войн“». Венлей Ма из News.com.au назвал «Бракованную партию» «кошачьей мятой для преданных фанатов „Звездных войн“», высоко оценив экшен, узнаваемых персонажей и отсылки к другим частям франшизы.
Винсент Шиллинг из Indian Country Today поставил «Бракованной партии» 8,5 баллов из 10 и заявил: «Я не большой поклонник мультсериалов по „Звездным войнам“, но этот сериал произвёл на меня впечатление. Команда квалифицированных специалистов, каждый из которых обладает своими навыками, — это формула победы». Джесси Шдайн из IGN поставил премьерному эпизоду 8 баллов из 10, назвав «Бракованную партию» «достойным продолжением „Войн клонов“ настолько, что её можно было бы переименовать в восьмой сезон». Он добавил, что сериал включает «многое из того, что сделало „Войны клонов“ такими замечательными (включая безупречный стиль анимации и вокальные таланты Бейкер), но и не избавлен полностью от недостатков этого шоу». Джулиан Лайтл из idobi.com поставил «Бракованной партии» 8 баллов из 10, Марти Браун из Common Sense Media — 4 из 5.